# Ulica Wybrzeże Helskie w Warszawie
Ulica Wybrzeże Helskie – ulica w warszawskiej dzielnicy Praga-Północ biegnąca od mostu Śląsko-Dąbrowskiego do zjazdu z mostu Gdańskiego.

## Opis
Pierwotnie droga bez nazwy biegnąca wzdłuż torów kolejki jabłonowskiej.
Nazwę nadano w latach 30. XX wieku.
W latach 2020−2021 wzdłuż ulicy zbudowano betonowy mur przeciwpowodziowy, połączony z tzw. wałem golędzinowskim za mostem Gdańskim i bramą przeciwpowodziową w Porcie Praskim.

## Ważniejsze obiekty
- Park Praski
- Ogród Zoologiczny